# Khotanès
El khotanès és una llengua que es parlava al regne budista de Khotan cap al segle viii. És una de les llengües indoeuropees de la família indo-ària, concretament de la branca irànica, i es calcula que es va extingir abans de l'any 1000. Es coneix per manuscrits religiosos trobats a la zona de Xinjiang.